# Rocket Lab
Rocket Lab este un producător american privat de produse pentru industria aerospațială și servicii de lansare pe orbită a sateliților mici, cu o companie subsidiară în Noua Zeelandă. A dezvoltat o rachetă sub-orbitală numită Ātea și operează în prezent o rachetă ușoară orbitală cunoscută sub numele de Electron, care oferă lansări dedicate pentru sateliți mici și CubeSat. Compania a fost fondată în Noua Zeelandă în 2006 de către inginerul Peter Beck și și-a stabilit sediul central în California, Statele Unite, în 2013.
Programul de testare Electron a început în mai 2017 cu zboruri comerciale la un preț listat de companie (la începutul anului 2018) de 5,7 milioane de dolari.  Zborurile de testare ale rachetelor au avut loc în 25 mai 2017 și 21 ianuarie 2018, cu lansarea din Peninsula Mahia, Noua Zeelandă, în timp ce primul zbor comercial a avut loc la 11 noiembrie 2018. Pe 16 decembrie 2018, Rocket Lab a lansat prima misiune pentru programul ELaNa al NASA. Compania intenționează să lanseze prima rachetă din Mid-Atlantic Regional Spaceport din Virginia în 2020.

## Istoric
Rocket Lab a fost fondată în iunie 2006 de către Peter Beck, CEO și CTO al companiei.  Antreprenorul de internet Mark Rocket a fost investitor și director asociat din 2007 până în 2011. Rocket Lab a susținut că a devenit prima companie privată din emisfera sudică care a atins spațiul după ce a lansat Ātea-1 în noiembrie 2009. Sarcina utilă nu a fost recuperată, dar acest lucru nu a fost considerat necesar. Cu o sarcină utilă de natură balistică, traiectoria Ātea-1 a depins doar de faza de impuls a zborului. Lansarea a avut loc în largul coastei Noii Zeelande, de o insulă privată (Great Mercury Island) a lui Michael Fay, un bancher și investitor din Noua Zeelandă. Un alt investitor al Rocket Labs a fost Stephen Tindall, un antreprenor din Noua Zeelandă și un investitor start-up.
În decembrie 2010, Rocket Lab a primit un contract guvernamental american din partea Operationally Responsive Space Office (ORS) pentru a studia un lansator spațial cu costuri reduse pentru a plasa CubeSats pe orbită. Acest acord permite companiei să utilizeze resurse ale NASA (precum personal, instalații și echipamente) pentru eforturile de lansare în scopuri comerciale.
În jurul anului 2013, înregistrarea companiei a fost mutată din Noua Zeelandă în Statele Unite și a deschis sediul central în Huntington Beach, California. Mutarea a coincis cu finanțarea din surse americane a companiei și s-a datorat în parte creșterii numărului clienților guvernamentali americani. În 2020, Rocket Lab și-a mutat sediul în Long Beach, California.
Finanțarea a fost obținută de la Khosla Ventures în 2013, și Callaghan Innovation (o entitate din Noua Zeelandă), respectiv Bessemer Venture Partners în 2014. Lockheed Martin a devenit un investitor strategic în 2015, Rocket Lab anunțând în martie 2017 că a strâns 75 de milioane de dolari americani într-o rundă de acțiuni din seria D, condusă de Data Collective, cu participarea Promus Ventures și câțiva investitori precedenți. În mai 2017, investițiile agenției Crown Callaghan Innovation în Rocket Lab de-a lungul anilor au fost raportate la un total 15 milioane de dolari neozeelandezi. În noiembrie 2018, compania a raportat strângerea unei runde de serie E 140 de milioane de dolari americani, condusă de Future Fund. Prima misiune NASA, lansată în 2018, a fost evaluată de agenția spațială la 6,9 milioane de dolari americani (incluzând servicii de lansare etc.).
Rocket Lab a început să dezvolte o tehnologie reutilizabilă din prima etapă în 2018, după ce anterior a declarat public că nu au intenția de a încerca să recupereze și să reutilizeze micile vehicule de lansare low-cost. Aceștia au făcut cunoscut efortul de a studia potențialul recuperării unei navete Electron în august 2019, prin utilizarea unei parașute cu o recuperare la jumătatea atmosferei, afirmând că speră să facă o încercare de recuperare înainte de jumătatea anului 2020. În decembrie 2019, ei au testat tehnologia reentry (un decelerator aeroterm deținut de Rocket Lab) pe Electron-10 și au reușit să decelereze racheta prin tranziția spațiu-atmosferă. Nu au încercat să recupereze racheta la acest prim test, dar intenționează să adauge parașute ghidate la viitoarele zboruri de testare.
În martie 2020, compania a anunțat că a achiziționat Sinclair Interplanetary, un producător canadian de componente pentru sateliți mici. Rocket Lab a spus că va folosi tehnologia Sinclair pe linia sa Photon de autobuze pentru satelite mici și că va ajuta Sinclair să crească producția de componente de sateliți mici pentru vânzare către alte firme.

## Vehicule de lansare

### Ātea
Prima lansare a rachetelor suborbitale Ātea („spațiu” în limba māori) a avut loc la sfârșitul anului 2009. Racheta are 6 metri și cântărește 60  kg, fiind suficient pentru a transporta o sarcină utilă de 2 kg la o altitudine de 120 km. Acesta a fost destinat să transporturilor în scop științific sau de obiecte personale.
Ātea-1, numită în limba māori Manu Karere (Bird Messenger), a fost lansată cu succes din Great Mercury Island din apropierea Peninsulei Coromandel, la 30 noiembrie 2009, la 14:23 (01:23 UTC) după ce problemele de alimentare au întârziat decolarea programată la 7:10 am. Racheta a fost urmărită pe traiectoria ascendentă prin GPS de pe constelația de sateliți Inmarsat-B.
Sarcina utilă nu a fost recuperată. Cu toate acestea, caracteristicile de performanță au fost complet determinate în baza stadiului de impuls, care a avut telemetrie descendentă și care a fost recuperat. O a doua lansare a Ātea-1 nu a mai fost încercată.

### Electron

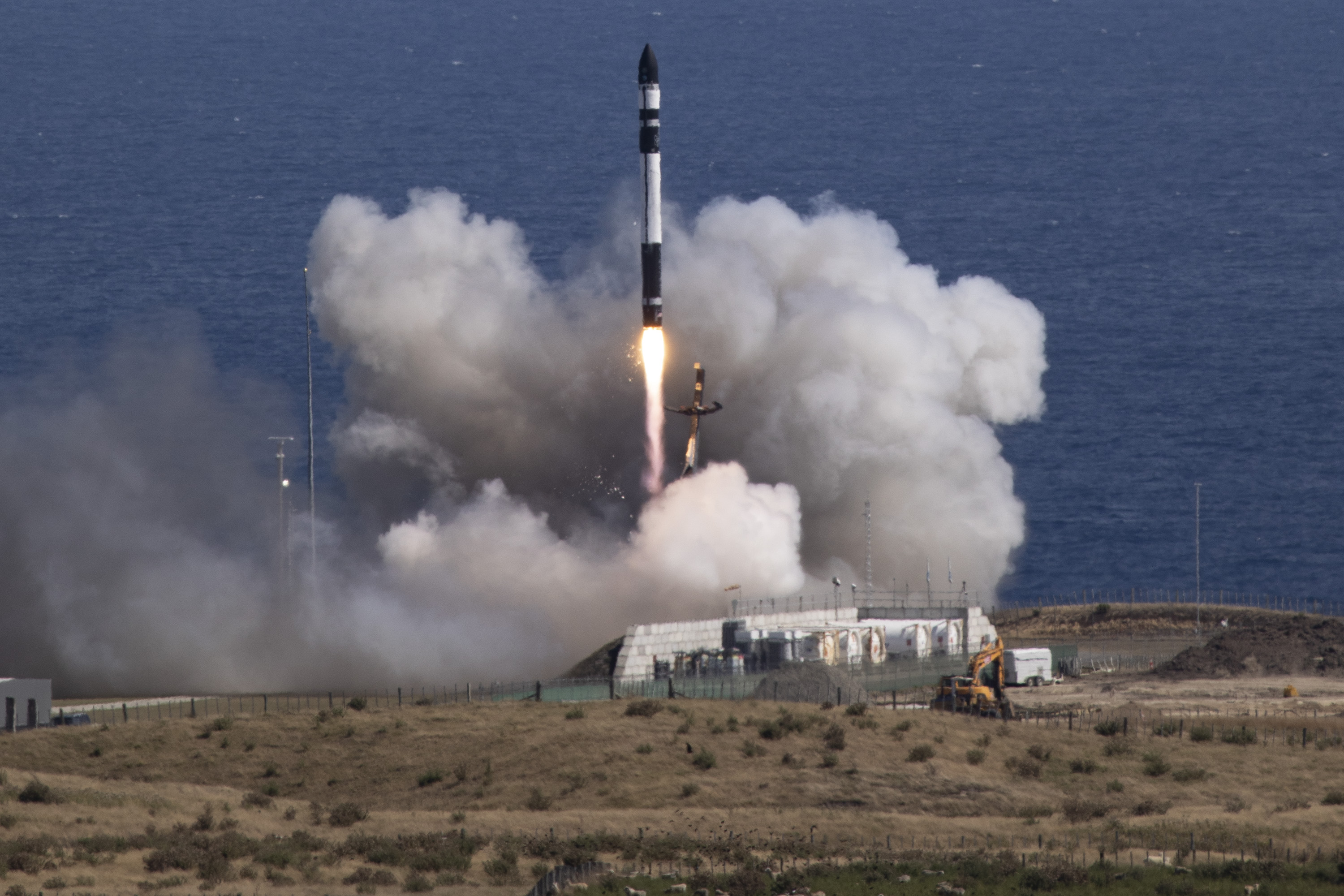
Electron

Electron este un vehicul de lansare în două etape care folosește motoarele lichide Rutherford ale Rocket Lab în ambele etape. Vehiculul este capabil să livreze sarcini utile de 150 kg până la 500 km pe orbită heliocentrică, cu scopul de a transporta mici sateliți pentru o piață în expansiune. Costul proiectat este mai mic de 5 milioane de dolari americani pentru o lansare.
Motoarele Rutherford utilizează pompe care sunt alimentate în baza bateriilor electrice, în contrast cu motoarele clasice (funcționale în baza unui generator de gaz, expandor sau prearzător). Motorul este, de asemenea, fabricat în mare parte prin imprimare 3D via topire în flux electronic, proces în care straturile de pulbere de metal sunt topite într-un vid ridicat de către un fascicul de electroni și nu de un laser. 
Până în martie 2016, motorul Rutherford de generația a doua (de 22 kN) a trecut testele de aprindere. Primul zbor de testare a avut loc pe 25 mai 2017, la 04:20  UTC din Peninsula Mahia (Noua Zeelandă). După ce a atins o altitudine de aproximativ 224 km, racheta a continuat să funcționeze normal, dar telemetria a fost pierdută. Din motive de siguranță, s-a luat decizia distrugerii acesteia.
Pe 21 ianuarie 2018 la 01:43 UTC, o a doua rachetă a fost lansată, într-un zbor numit „Still Testing”. Acesta a ajuns pe orbită și a livrat trei CubeSats pentru clienții Planet Labs și Spire Global. Racheta mai avea o sarcină utilă suplimentară numită Humanity Star, o   sferă geodezică cu diametrul de un metru, realizată din fibră de carbon formată din 65 de panouri care reflectă lumina Soarelui. Humanity Star a reintrat în atmosfera Pământului și a ars în martie 2018. La 11 noiembrie 2018, prima lansare comercială (a treia lansare în total) a Electronu a avut loc din Peninsula Mahia, care transportând sateliți pentru Spire Global, GeoOptics, un CubeSat construit de liceeni și un prototip de remorcare.
La 4 iulie 2020, o problemă din timpul arderii din etapa a doua a zborului 13, denumită „Pics or It Don't Happen”, a determinat Electron să nu intre pe orbită, ceea ce a condus la pierderea sarcinii utile.

## Autobuz Photon pentru sateliți
Bazat pe etapa de lansare a Rocket Lab Electron, Photon este un autobuz pentru sateliți.  Utilizează motorul Curie și comunică în bandă S. În funcție de înclinația orbitală (37° până la orbită heliocentrică), cu o capacitate de sarcină maximă evaluată la 170 kg. În octombrie 2019, Rocket Lab a anunțat că intenționează să utilizeze Photon pentru a lansa sarcini utile pe orbita lunară imediat după al patrulea trimestru 2020. O versiune modificată a Photon ar avea rezervoare mai mari de propulsie și motor HyperCurie pentru misiuni interplanetare. Versiunea Photon pentru orbită joasă a Pământului poate duce 130 kg pe orbită heliocentrică. Versiunea interplanetară va avea o capacitatea de încărcare utilă de 40 kg. HyperCurie este o variantă evoluată a motorului Curie, cu pompă electrică.

## Facilități

### Fabricație
În octombrie 2018, Rocket Lab și-a făcut cunoscută noua instalație de fabricație din Auckland, Noua Zeelandă. Acesta este destinată producerii de tancuri de propulsie și este responsabilă de integrarea generală a vehiculelor de lansare pentru Complexul de lansare 1. Sediul companiei din Long Beach, California, produce motoare și avionice Rutherford. 

### Complexul de lansare 1

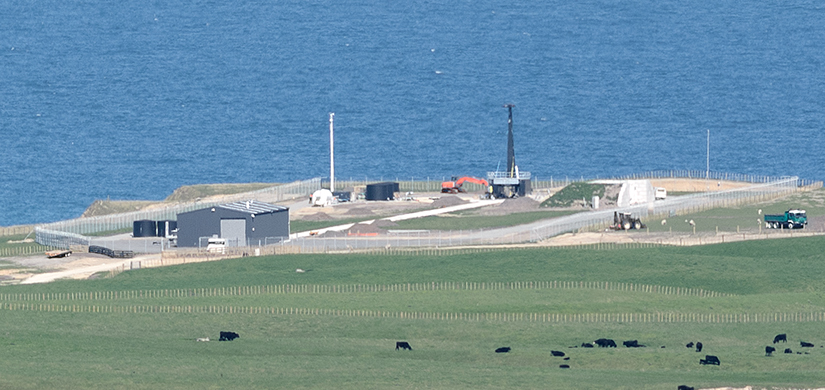
Complexul de lansare 1A, aflat în construcție în 2016

După ce a întâmpinat dificultăți în obținerea consimțământului pentru siteul de lansare Kaitorete Spit, Rocket Lab a anunțat în noiembrie 2015 că locul de lansare principal va fi în Peninsula Mahia, la est de Wairoa, în Noua Zeelandă. Siteul este autorizat să lanseze rachete la fiecare 72 de ore, timp de 30 de ani. Complexul 1 de lansare a Rocket Lab (LC-1A) a fost deschis oficial la 26 septembrie 2016 UTC. În iulie 2020 a fost terminat un al doilea punct de lucru în Peninsula Mahia, numit Launch Complex 1B.

### Complexul de lansare 2
În octombrie 2018, după câteva luni de căutare, compania a anunțat selecția portului spațial regional Atlantic, facilitatea de zbor Wallops a NASA, drept al doilea loc de lansare. Siteul a fost ales datorită unei serii de factori: viteza și ușurința în care noua pistă ar putea fi construită datorită pregătirii infrastructurii, numărul redus de lansări de la alte companii și capacitatea locației de a suplimenta înclinațiile orbitale oferite de LC-1. Se preconizează că va fi capabilă să lanseze lunar, în serviciul guvernului american și al misiunilor comerciale. Complexul de lansare 2 (LC-2) este situat în incinta MARS Launch Pad 0A. În decembrie 2019, construcția plăcii de lansare a fost finalizată, iar Rocket Lab a inaugurat LC-2.
Primul zbor al lui Electron de la LC-2 este așteptat să aibă loc în august sau septembrie 2020.